# Romana Tomc
Romana Tomc, née le 2 novembre 1965 à Ljubljana, est une femme politique slovène, membre du Parti démocratique slovène (SDS).

## Biographie
Lors des élections européennes de 2014, elle est élue au Parlement européen, où elle siège au sein du groupe du Parti populaire européen.